# De Hef
De Hef lub Koningshavenbrug – wyłączony z eksploatacji stalowy, kolejowy most podnoszony nad basenem portowym Koningshaven w Rotterdamie, w Holandii. Został otwarty w 1877 roku jako most obrotowy, w latach 1925–1927 został przebudowany na most podnoszony. Od 1993 roku, po otwarciu tunelu Willemsspoortunnel, jest wyłączony z eksploatacji. Most zachowano jako zabytek (wpisany do rejestru w 2000 roku).
Most został otwarty w 1877 roku jako most obrotowy. Takie rozwiązanie techniczne sprawiało jednak duże problemy w żegludze. Po kolizji 2 listopada 1918 roku niemieckiego statku z mostem podniosły się głosy wzywające do zmiany jego konfiguracji. Przebudowę przeprawy na most podnoszony ostatecznie zatwierdzono w roku 1924. Prace rozpoczęły się w marcu 1925 roku, a oddanie do użytku nastąpiło 31 października 1927 roku. Autorem projektu był Pieter Joosting. Most przebiega nad basenem portowym Koningshaven, łącząc wyspę Noordereiland z południowym brzegiem. Składa się z trzech przęseł oraz dwóch wież wysokich na 70 m. Środkowe, ruchome przęsło (długie na 52 m) mogło być podnoszone na wysokość 45 m. W 1928 roku powstał krótkometrażowy, niemy film dokumentalny Most, jeden z pierwszych reżyserii Jorisa Ivensa, który przyczynił się do międzynarodowej sławy tego filmowca. 15 września 1993 roku oddano do użytku tunel kolejowy Willemsspoortunnel, w związku z czym most De Hef stał się zbędny. Rozważana była rozbiórka mostu, ale ostatecznie zdecydowano się pozostawić go jako zabytek. Ruchome przęsło na stałe podniesiono w górę, wyłączając go całkowicie z eksploatacji. 10 października 2000 roku most został wpisany do rejestru holenderskich zabytków (nr 513922). De Hef jest największym i najbardziej znanym mostem podnoszonym w Holandii, a także jednym z symboli Rotterdamu. W pobliżu mostu znajduje się również most drogowy, Koninginnebrug.